# Камышовка (Ульяновская область)
Камышовка — деревня в Чердаклинском районе Ульяновской области России, входит в состав Калмаюрского сельского поселения. Расположена в 15 км к юго-востоку от райцентра Чердаклы.

## История
В 1845 году озёрские крестьяне, принадлежащие помещику Бабкину А. А., переселяются сюда поближе к своим земельным наделам и основывают деревню Камышовка, первоначальное название — Камышовские Выселки.
В 1930 году организован небольшой колхоз «Красная деревня».
В 2010 году деревня вошла в Калмаюрское сельское поселение.

## Население
| Год  | Число дворов | Число жителей | Примечания                           |
| ---- | ------------ | ------------- | ------------------------------------ |
| 1889 | 58           | 324           | вет. мел.; имение Ник. Ив. Смирнова. |
| 1900 | 60           | 389           | 3 ветряные мельницы.                 |
| 2010 |              | 126           |                                      |

## Известные люди
- В деревне Камышовка в 1906—1910 гг. жил поэт Александр Сергеевич Неверов (Скобелев)[5].
- 18 сентября 1929 года в деревне Камышовка родился Цыганков Владимир Николаевич — местный поэт, работал заведующим сельским клубом[5].